# Erasmus Danielsen
Erasmus Danielsen (* 21. April 1743 in Ekenis; † 25. März 1809 in Kiel) war ein deutscher Philologe und Pädagoge. Von 1778 bis zu seinem Tod leitete er die Kieler Gelehrtenschule.

## Leben
Erasmus Danielsen stammte aus Angeln und wurde als Sohn eines Drechslers in dem zum Kirchspiel Boren gehörenden Ekenis geboren. Danielsen erhielt den Vornamen Asmus, nannte sich selbst aber Erasmus. Er studierte Evangelische Theologie, 1767 an der Universität Halle und seit 1769 an der Universität Kiel. Vermutlich war er danach einige Jahre als Lehrer oder Hauslehrer tätig. Aus dem Jahr 1774 ist ein Stammbucheintrag Danielsens in Karlsbad im Stammbuch des Pfarrers Johann Friedrich Hänel aus Schneeberg erhalten. Er soll auch Prediger bei Caspar von Saldern gewesen sein.
1778 übernahm Danielsen das Rektorat der Kielischen Stadtschule, der heutigen Kieler Gelehrtenschule. Er gilt als der „eigentliche Reformator der Schule“ in der Aufklärungszeit. Er führte regelmäßige Examina ein, begann mit dem Aufbau einer Schulbibliothek, und sorgte für zeitgemäße Lehrpläne sowie für eine strenge Beaufsichtigung des Schulbesuchs.
Seit 1789 beschäftigte ihn der Plan der Errichtung einer Bürgerschule neben der Lateinschule. 1797 konnte er diesen Plan zur Ausführung bringen und eine neue Schulordnung ausarbeiten. Die Bürgerschule und die Gelehrtenschule blieben äußerlich verbunden, waren aber ihrem Wesen nach getrennt. 1801 erfolgte der Umzug in ein größeres Gebäude in der Küterstraße, das bis 1868 die Gelehrtenschule beherbergte. Bei Danielsens Dienstantritt 1778 zählte die Stadtschule nur 41 Schüler, 1780 schon 56, und 1809 hatte die Bürgerschule allein schon 150 Schüler, die Gelehrtenschule etwa 40.
Seit 1778 war er verheiratet mit Hedwig Emilia, geb. Riedewaldt (* 1751), der Tochter eines Kieler Schneiders.

## Ehrungen
- Am 18. Dezember 1790 erhielt er den Titel Professor.[5]
- Am 27. April 1807 verlieh ihm die Philosophische Fakultät der Universität Kiel ihren Ehrendoktor.[6]

## Werke
- Gedanken über die wahre Philosophie des Christenthums für Jedermann. Flensburg: Serringhausen 1775
- Etwas über die Lehren der christlichen Religion für den Unterricht der Jugend nach dem Landescatechismus. Kiel: Bartsch [ca. 1775]
- Der Christ bey dem Abendmahle Jesu. Flensburg: Serringhausen 1783
- Kurze Erklärung der in dem Schleswig-Holsteinischen Landeskatechismus enthaltenen Religionslehren. Hamburg 1792
- Lehrbuch der lateinischen Sprache für Anfänger als Versuch einer neuen Methode zur ersten Bildung der Jugend. Hamburg: Bachmann & Gundermann 1792
- Taschenbuch über die Richtigkeit der deutschen Sprache im Sprechen und Schreiben.
  - 1. Auflage: Erster Theil, Kiel: Mohr 1795 Digitalisat, UB Kiel
  - 1. Auflage: Zweiter Theil, Kiel: Mohr 1796 Digitalisat, UB Kiel
  - 2., verbesserte Auflage, Erster Theil, Kiel: bey den Gebrüdern Schmidt 1799 Digitalisat, UB Göttingen
  - 2., verbesserte Auflage, Zweiter Theil, Kiel: bey den Gebrüdern Schmidt 1799 Digitalisat, UB Göttingen
  - 2., verbesserte Auflage, Dritter Theil, Kiel: bey den Gebrüdern Schmidt 1799 Digitalisat, UB Göttingen
- Kurze Darstellung der Kielischen Stadtschule von ihrem Entstehen an bis auf ihre gegenwärtige Verbesserung : als Einladung zur Einweihung des neuen Schulhauses, am 3ten August 1801. [Kiel]: Königliche Schulbuchdruckerey 1801 Digitalisat, UB Kiel